# Haparanda stadshotell
Haparanda stadshotell är ett stadshotell i Haparanda.

## Historia
Stadshotellet invigdes den 5 december 1900 och ritades av arkitekterna Fritz Ullrich och Eduard Hallquisth. Vid den tiden var Haparanda den västliga utposten mot tsarens Ryssland. Det sägs att en femtedel av invånarna i Haparanda stad var spioner och agenter.
År 1990 gjordes en totalrenovering av byggnaden och året därpå därpå utvidgades hotellet med en tillbyggnad och flera hotellrum. Ägaren Håkan Göthager tog över hotellet i början av 1990-talet. Han sålde verksamheten 2017 till Susanne Wallin. Då var fler än hälften av hotellets gäster utländska besökare, främst från utländska besökare och de kommer främst från Norge, Finland, Tyskland och Italien.
År 2024 hade stadshotellet 92 hotellrum och bland annat konferenslokaler.